# Lisa Rinna
Lisa Deanna Rinna (ur. 11 lipca 1963 w Medford) – amerykańska aktorka telewizyjna, modelka.
W 2004 jako projektantka mody zdobyła nagrodę Innovators of Fashion przyznawaną przez Laboratorium Instytutu Merchandisingu.

## Życiorys

### Wczesne lata
Urodziła się w Medford w stanie Oregon jako córka Lois i Franka Rinnów. Wychowywała się z siostrą Nancy. Jej ojciec był pochodzenia włoskiego. W 1981 ukończyła Medford Senior High School w Medford. 

### Kariera
Po ukończeniu liceum przeniosła się do San Francisco, gdzie rozpoczęła karierę modelki. Wystąpiła jako pasażerka w samochodzie w teledysku do piosenki Johna Parra „Naughty, Naughty” (1984). W 1987 przeprowadziła się do Los Angeles, aby zostać aktorką. Swoje pierwsze role dostała w reklamach telewizyjnych i kilku niskobudżetowych filmach. Wkrótce została obsadzona w roli Lucy Delacorte w dramacie sensacyjnym Czysty interes (Captive Rage, 1988) u boku Olivera Reeda i Roberta Vaughna. Pojawiła się jako Annie Derrick w czterech odcinkach sitcomu NBC Rodzina Hoganów (The Hogan Family, 1990) z Valerie Harper i Jasonem Batemanem w roli głównej. Była obsadzona w roli Susan Pevensie w dramacie kryminalnym Monday Morning (1990) z Rickym Deanem Loganem, jako Adrianne Arness oraz jako dziewczyna na telefon i była kochanka Granta Sandersa (Ben Gazzara) w dramacie telewizyjnym CBS Pocałunki i kłamstwa (Lies Before Kisses, 1991) z Jaclyn Smith.
Od 18 września 1992 do 28 września 1995 wcielała się w postać Billie Reed w operze mydlanej Dni naszego życia (Days of Our Lives) emitowanym w stacji NBC. Jej postać od razu stała się hitem wśród telewidzów, zdobywając dwie nagrody Soap Opera Digest w 1994 jako znakomita debiutantka i 1995 w kategorii najgorętsza mydlana para z Robertem Kelkerem-Kelly. Powróciła do roli w 2002, 2012 i 2018.
Od 9 września 1996 do 7 września 1998 występowała jako Victoria Taylor McBride, młodsza siostra zmarłej byłej żony Petera Burnsa (Jack Wagner) w operze mydlanej Aarona Spellinga Melrose Place. W 2007 zadebiutowała na scenie Broadwayu w roli Roxie Hart w musicalu Chicago. W 2020 była nominowana do People’s Choice Award jako ulubiona gwiazda reality show za występ w programie Żony Beverly Hills (The Real Housewives of Beverly Hills, 2014–2022).

## Życie prywatne
29 marca 1997 zawarła związek małżeński z aktorem Harrym Hamlinem. Mają dwie córki – Delilah Belle (ur. 10 czerwca 1998) i Amelię Gray (ur. 13 czerwca 2001).
W 2003 otworzyła butik z markową odzieżą Belle Brey, nazwany na cześć jej córek. Wspólnie z mężem Harrym Hamlinem w latach 2011–2012 była współwłaścicielką butiku odzieżowego Belle Grey w Sherman Oaks w Kalifornii. W czerwcu 2019 Rinna rozpoczęła współpracę w zakresie odzieży sportowej ze sprzedawcą detalicznym Goldsheep. Wpływy ze współpracy przyniosły korzyści The Trevor Project, krajowej organizacji świadczącej usługi interwencji kryzysowej i zapobiegania samobójstwom młodzieży LGBTQ.

## Filmografia

### Filmy
- 1997: Bliskie zagrożenie (Close to Danger) jako Jennifer Cole
- 2001: Dobre rady (Good Advice) jako Veronica Simpson

### Seriale TV
- 1991: Słoneczny patrol (Baywatch) jako Kelly
- 1993–1995: Dni naszego życia (Days of Our Lives) jako Billie Reed
- 1996–1998: Melrose Place jako Taylor McBride
- 1992–1995, 2002–2003, 2012–2013, 2018: Dni naszego życia (Days of Our Lives) jako Billie Reed
- 2004: 8 prostych zasad (8 Simple Rules) jako Holly
- 2004–2005: Weronika Mars (Veronica Mars) jako Lynn Echolls
- 2006: Dancing with the Stars
- 2007: Ekipa (Entourage) jako Donna Devaney
- 2008: Hannah Montana jako Francesca
- 2010: Community jako Chantelle Cahill
- 2010, 2020: RuPaul’s Drag Race
- 2011: Big Time Rush jako matka Jamesa; pani Diamond
- 2014: Inna (Awkward.) jako Eva Mansfield
- 2015: CSI: Kryminalne zagadki Las Vegas jako Tori Nolan
- 2017: Pępek świata (The Middle) jako Tammy Brooks
- 2018: The Guest Book jako Loretta
- 2023: American Horror Stories jako Shelia